# Csernicskó István
Csernicskó István (névváltozat: Csernyicskó István; Csap, 1973. január 14. –) kárpátaljai magyar nyelvész, a II. Rákóczi Ferenc Kárpátaljai Magyar Főiskola rektora. A filológiai tudományok kandidátusa (2009), a Magyar Tudományos Akadémia doktora (2019), a Magyar Tudományos Akadémia külső tagja (2022).

## Életútja
1990-ben érettségizett a magyar tannyelvű Csapi 2. Számú Középiskolában. 1995-ben az Ungvári Állami Egyetem Filológiai Karán szerzett magyartanári diplomát. 1995–1997 között a Szernyei Általános Iskola magyar nyelv és irodalom szakos tanára volt. 1997–2000 között a beregszászi II. Rákóczi Ferenc Kárpátaljai Magyar Főiskola filológiai tanszékének tanára. 2001-ben PhD fokozatot szerzett Budapesten az Eötvös Loránd Tudományegyetem Bölcsészettudományi Karán. Vezt követően visszatért Beregszászra, ahol 2001–2014 között a főiskola oktatási és tudományos rektorhelyettese, 2014–2020 között Hodinka Antal Nyelvészeti Kutatóközpontjának vezetője volt. 2012 óta habilitált doktor. 2018-ig a filológiai tanszéken oktatott docensként, 2018-tól professzorként. Ezzel párhuzamosan 2014–2018 között a veszprémi székhelyű Pannon Egyetem docense, 2018 óta professzora. 2019-ben a Magyar Tudományos Akadémia doktora lett. 2020 óta a II. Rákóczi Ferenc Kárpátaljai Magyar Főiskola rektora.

## Munkássága
Főbb kutatási témái a két- és többnyelvűség Kárpátalján, az ukrán mint második nyelv oktatása, nyelvpolitika, nyelvi jogok, a kárpátaljai magyar nyelvhasználat jellemző sajátosságai. Kutatásai a köz- és felsőoktatásban, a kisebbségi érdekérvényesítésben hasznosulnak.
Vizsgálatai a kárpátaljai nyelvi kontaktusok szinte minden vonatkozását érintik. Ő írta a kárpátaljai magyarok többnyelvűségének első, alapvető monográfiáját (1998). Egy másik monográfiában a kárpátaljai nyelvpolitikákat elemzi 1867-től 2010-ig (2013). Meghatározó szerepet játszik a kárpátaljai magyarok anyanyelvi nevelésének és az államnyelv (az ukrán) tanításának modernizálásában. Nyelvi jogi publikációi jelentős nemzetközi visszhangot keltenek (pl. 2016, 2018, 2023).

### Társasági tagságai és elismerései
2005 óta a Magyar Tudományos Akadémia köztestületi tagja, 2022-ben a tudományos testület külső tagjai közé választották. 2015-ben a Kárpátaljai Magyar Akadémiai Tanács alelnöke, 2019-ben elnöke lett.
Pályája során számos elismeréssel díjazták. Ezek közé tartozik az MTA Stratégiai Kutatások Tudományos Díja (1999), valamint a Bolyai János Tudományos Kutatói Ösztöndíj (1999–2001) és a Bolyai János-plakett (2003). Kiemelkedő tudományos munkáját kétszer is Arany János-díjjal jutalmazták (2004-ben fiatal kutatói teljesítményéért, majd 2019-ben a teljes tudományos életművéért). Elismeréseinek sorát gazdagítja továbbá a Magyar Ezüst Érdemkereszt (2014), a Magyar Nyelvőr Díj (2015), a Lőrincz Csaba-díj (2019) és a Magyar Érdemrend tisztikeresztjének polgári tagozata (2021).

## Főbb művei

### Könyvei
- A magyar nyelv Ukrajnában (Kárpátalján). Osiris Kiadó, MTA Kisebbségkutató Műhely, Budapest, 1998.
- A kárpátaljai magyar nyelvhasználat társadalmi rétegződése (társszerző: Beregszászi Anikó). PoliPrint Kiadó, Ungvár, 2006.
- Magyar anyanyelvű cigányok/romák Kárpátalján (társszerzők: Braun László, Molnár József). PoliPrint Kiadó, Ungvár, 2010.
- Államok, nyelvek, államnyelvek. Nyelvpolitika a mai Kárpátalja területén (1867–2010). Gondolat Kiadó, Budapest, 2013.
- A magyarországi ruszinok és ukránok (társszerzők: Fedinec Csilla, Szakál Imre). Magyar Nemzeti Levéltár, Budapest, 2020.
- Ukrainian Language Policy Gone Astray. The Law of Ukraine “On Supporting the Functioning of the Ukrainian Language as the State Language” (analytical overview) (társszerzők: Hires-László Kornélia, Karmacsi Zoltán, Márku Anita, Máté Réka, Tóth-Orosz Enikő, Petteri Laihonen). Termini Egyesület, Törökbálint, 2020.
- A magyarok és a magyar nyelv Kárpátalján (társszerzők: Hires-László Kornélia, Karmacsi Zoltán, Márku Anita, Máté Réka, Tóth-Orosz Enikő, Petteri Laihonen). Termini Egyesület, Törökbálint, 2021.
- Az ukrajnai többnyelvűség színe és fonákja. Méry Ratio Kiadó, Budapest, 2022.

### Szerkesztett kötetei
- Kisebbségi magyar iskolai nyelvhasználat (társszerkesztő: Váradi Tamás). Tinta Könyvkiadó, Budapest, 1996.
- Tiszán innen… Társadalomtudományi tanulmányok. Intermix Kiadó, Ungvár–Budapest, 1996.
- Nyelv, oktatás, politika (társszerzők: Beregszászi Anikó és Orosz Ildikó). Kárpátaljai Magyar Tanárképző Főiskola, Beregszász, 2001.
- A mi szavunk járása. Bevezetés a kárpátaljai magyar nyelvhasználatba. Kárpátaljai Magyar Tanárképző Főiskola, Beregszász, 2003.
- Tanulmányok a kárpátaljai magyar nyelvhasználatról (társszerkesztő: Beregszászi Anikó). PoliPrint Kiadó, Ungvár, 2004.
- Az Üveghegyen innen. Anyanyelvváltozatok, identitás és magyar anyanyelvi nevelés (társszerkesztő: Kontra Miklós). PoliPrint Kiadó, Ungvár, 2008.
- Megtart a szó. Hasznosítható ismeretek a kárpátaljai magyar nyelvhasználatról. MTA Magyar Tudományosság Külföldön Elnöki Bizottság–Hodinka Antal Intézet, Budapest–Beregszász, 2010.
- Nyelvek, emberek, helyzetek. A magyar, ukrán és orosz nyelv használati köre a kárpátaljai magyar közösségben. Írták: Beregszászi Anikó, Csernicskó István, Molnár Anita, Molnár József. PoliPrint Kiadó, Ungvár, 2010.
- Utazás a magyar nyelv körül. Írások Kontra Miklós tiszteletére (társszerkesztők: Fedinec Csilla, Tarnóczy Mariann, Vančóné Kremmer Ildikó). Tinta Könyvkiadó, Budapest, 2010.
- Csernicskó, István – Tóth, Mihály. The right to education in minority languages. Central European traditions and the case of Transcarpathia. „Autdor-Shark”, Uzhhorod, 2018.

### Legfontosabb tanulmányai
- Csernicskó, István – Fedinec, Csilla. Four Language Laws of Ukraine. International Journal of Minority and Group Rights 23/4 (2016): 560–582.
- Csernicskó, István – Laihonen, Petteri. Hybrid practices meet nation-state language policies: Transcarpathia in the twentieth century and today. Multilingua 35/1 (2016): 1–30.
- Csernicskó, István – Kontra, Miklós. The Linguistic Human Rights Plight of Hungarians in Ukraine. In: Skutnabb-Kangas, Tove & Robert Phillipson, eds., The Handbook of Linguistic Human Rights,  Wiley-Blackwell, Oxford, 2023. 373–382. o.